# 奈亚拉托提普

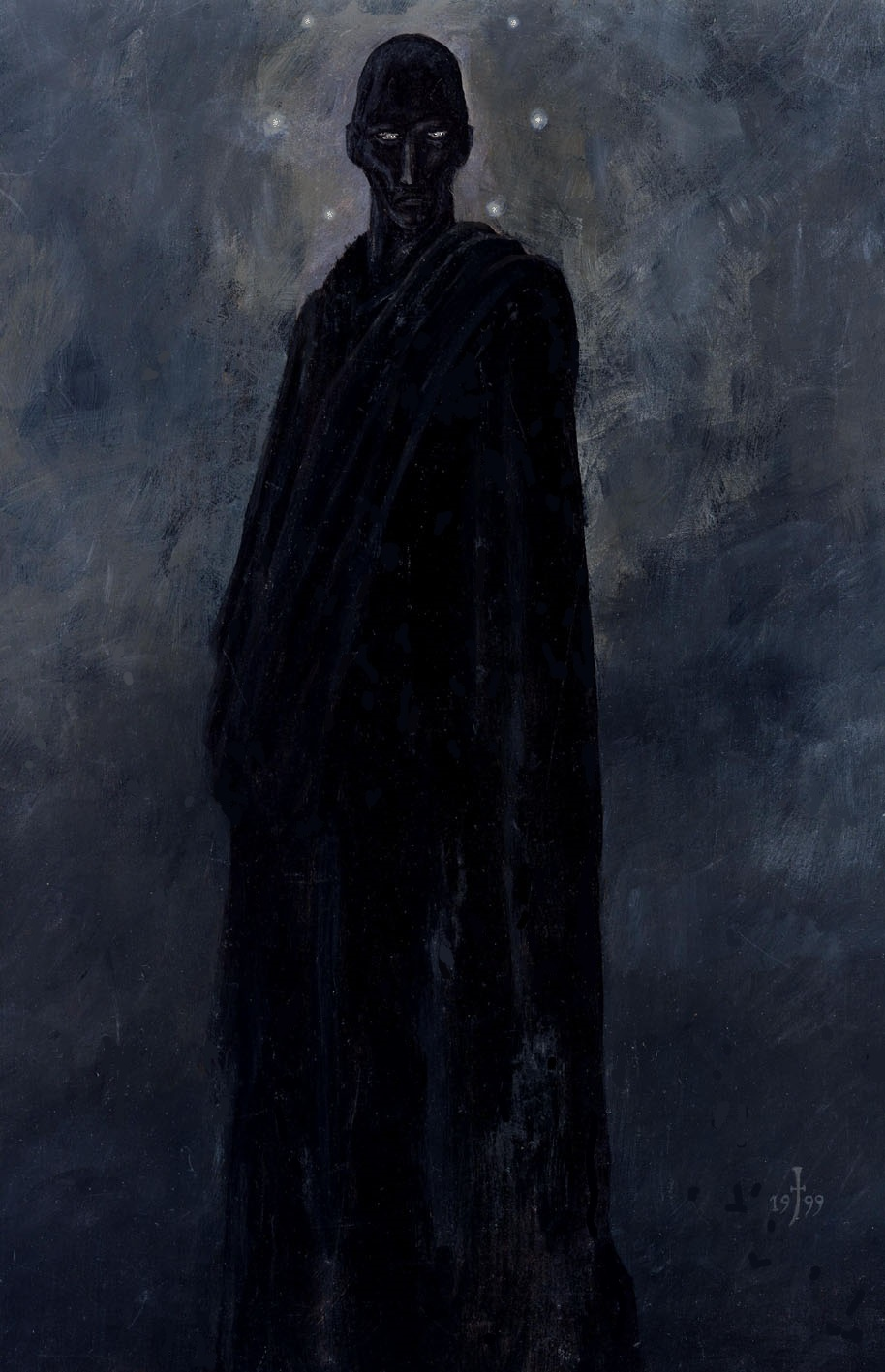
奈亚拉托提普

奈亚拉托提普（英語：Nyarlathotep）是美国小说家霍华德·菲利普·洛夫克拉夫特所创作的克苏鲁神话中的一个角色，在奥古斯特·威廉·德雷斯为克苏鲁神话所构建的体系中，奈亚拉托提普是外神的統帥阿撒托斯的使者；它也是在以克苏鲁神话为背景的小说中经常出现的一个角色。

## 神话中的奈亚拉托提普
奈亚拉托提普是以阿撒托斯為首的外神們在地球上的使者兼代行者，它常常化作人形在地球上行走，通常表現為一個高大、纖瘦、歡快、膚色黝黑的男人形象。奈亚拉托提普总是热衷于欺骗、诱惑人类，并且以使人类陷入恐怖与绝望为其最大的快樂。在克苏鲁神话中，它的形象最接近于传统宗教神話中“魔鬼”與詐欺師（Trickster）的概念。
罗伯特·布洛克的短篇小说《來自尖塔的陰影》（The Shadow from the Steeple）甚至暗示是奈亚拉托提普唆使人类造出了核武器。
在奧古斯特·威廉·德雷斯的短篇小說《黑暗住民》（The Dweller in Darkness）裡與旧日支配者中，作为象征“火”的存在的克图格亚互相對抗。
而在小說《未知卡達斯的幻夢探求》（The Dream-Quest of Unknown Kadath）中也於幻夢境中與古神（Elder Gods）之一的深淵大帝諾登斯（Nodens）敵對，各自在夢幻境中擁有一定的勢力相抗，兩者在抗衡的同時卻也共同庇護著地球上的虛弱眾神（Great Ones）。

## 奈亚拉托提普的化身
- 伏行之混沌（The Crawling Chaos）
- 無貌之神（The Faceless God）
- 無貌的獅身人面（The Faceless Sphinx）
- 黑法老（The Black Pharaoh）
- 腫脹之女（Bloated Woman）
- 伏行之霧（Crawling Mist）
- 黑暗惡魔（Dark Demon）
- 黑暗者（Dark One）
- 浮動的恐懼（The Floating Horror）
- 夜吼者（Howler in the Dark）
- 黃色假面覆蓋之物（The Thing in the Yellow Mask）
- 獵黑行者（The Haunter of the Dark）
- 暗之住民（The Dweller in Darkness）

從與普通人類無異的樣貌到混亂不定形的肉團怪物，擁有上千個以上顯現的奈亞拉托提普在各种不同的作品里，有着许许多多的化身（Avatar）和称号，有「持擁千面之神」或「千貌之神」之稱。

## 相关物品
闪耀的偏方三八面体是召唤奈亚拉托提普的化身的神器。
于《獵黑行者》（又译《夜魔》）中提到，该物品若置于有光线照耀的地方便不会启动，相反若置于无光之处封存便会召唤出奈亚拉托提普的化身。

## 登場作品

### 克蘇魯神話小說作品
- 《奈亞拉托提普（英语：Nyarlathotep (Short Story)）》，霍華德·菲利普·洛夫克拉夫特著。
- 《魔女屋中之夢》，霍華德·菲利普·洛夫克拉夫特著。
- 《夢尋秘境卡達斯》，霍華德·菲利普·洛夫克拉夫特著。
- 《獵黑行者》，霍華德·菲利普·洛夫克拉夫特著。
- 《來自尖塔的陰影》（The Shadow from the Steeple），罗伯特·布洛克著。
- 《無貌之神》（The Faceless God），罗伯特·布洛克著。
- 《黒法老的神殿》（Fane of the Black Pharaoh），罗伯特·布洛克著。
- 《黒法老的詛咒》（Curse of the Black Pharaoh），林·卡特 （Lin Carter）著。
- 《黑暗住民》（The Dweller in Darkness），奧古斯特·威廉·德雷斯著。

### 其他作品
- 魔力寶貝（奈亞拉·荷特普ナイアルラトホテップ）- 4.0天界騎士與星詠歌姬 - BOSS荷特普
- 女神異聞錄2（ニャルラトホテプ、這い寄る混沌、月に吼えるもの）
- 惡魔女孩Devil Girl
- 斬魔大聖（ナイア）
- 新本格魔法少女莉絲佳（ニャルラトテップ）
- 襲來！美少女邪神（ニャル子） - 作品中外星種族名稱。
- Supreme Candy（ニャルラトテップ）
- 美好的日子 ～不连续存在～（ないあらとほてっぷ、這い寄る混沌）
- 魔法少女普莉堤☆貝兒（ニャルラトテップ）
- COCO!內連載漫畫，逆境的黑獵師，五魔將軍內的黑魔將軍，名為奈亞。雖是提亞姆特所管領的五魔將軍之一，但似乎不是忠於她，而是另有其人
- 東京放學後召喚師（日语：東京放課後サモナーズ） () 鬃狗獸人的原因捏他原著[無貌之神]。
- 鬼屋魔影 (2024年遊戲):裡面的黑暗之人(THE DARK MAN),裡面有提及奈亚拉托提普是黑暗之人的本名。